# Isla Brodé
La isla Brodé o isla Pan (en inglés: Brøde Island; en noruego: Brødeøya) es una isla pequeña, cubierta con tussok, situada a 2 km al suroeste de Isla Verde, en el extremo sur de la isla San Pedro (Georgias del Sur). Se trazó por primera vez en 1775 por una expedición británica al mando James Cook, luego en la expedición de Investigaciones Discovery entre 1928 y 1929, se la nombró como "Hauptinsel" (cabeza de la isla). A raíz de una encuesta realizada en 1951-1952, se informó que el nombre "brodé" (palabra noruega que significa "pan") se ha consolidado entre los balleneros y cazadores de focas de la isla y así es finalmente nombrada.
Este accidente geográfico es uno de los puntos que determinan las líneas de base de la República Argentina, a partir de las cuales se miden los espacios marítimos que rodean al archipiélago.
A 2 kilómetros de la isla Brodé se encuentra la roca Primera, que es el punto extremo sur del grupo de Islas de San Pedro.
La isla es administrada por el Reino Unido como parte del territorio de ultramar de las Islas Georgias del Sur y Sandwich del Sur, pero también es reclamada por la República Argentina que la considera parte del Departamento Islas del Atlántico Sur dentro de la provincia de Tierra del Fuego, Antártida e Islas del Atlántico Sur.